# Světlana Bažanovová
Světlana Valerjevna Bažanovová (rusky Светла́на Вале́рьевна Бажа́нова; * 1. prosince 1972 Čeljabinsk, Čeljabinská oblast, Ruská SFSR) je bývalá sovětská a ruská rychlobruslařka.
V mezinárodních závodech debutovala v roce 1988, v březnu 1989 skončila na Mistrovství světa juniorů na pátém místě. O rok později byla sedmá a v roce 1991 získala na tomto šampionátu stříbrnou medaili. Na podzim 1991 poprvé startovala ve Světovém poháru, zúčastnila se Zimních olympijských her 1992, kde na tratích 3 a 5 km dojela na sedmém místě a na distanci 1500 m byla šestá. V následující sezóně se pravidelně umísťovala na předních příčkách v závodech na 1500, 3000 a 5000 m, na Mistrovství Evropy 1993 získala bronzovou medaili, o rok později stříbrnou. Startovala na zimní olympiádě 1994, kde vyhrála závod na 3 km, na tratích 1500 m a 5000 m skončila šestá, resp. pátá. Podobné výkony v první desítce opakovala i v dalších sezónách, medaili však vybojovala už pouze na evropském šampionátu 1998, kde skončila třetí. Zúčastnila se ZOH 1998 (1500 m – 9. místo, 3000 m – 10. místo), sezónu 2000/2001 vynechala a po sezóně 2002/2003 ukončila závodní kariéru.
Je vdaná za bývalého ruského rychlobruslaře Vadima Sajutina.